# Alfred Rosenberg
Alfred Ernst Rosenberg (Tallinn, 12. siječnja 1893. – Nürnberg, 16. listopada 1946.) bio je njemački nacistički političar te ideolog nacizma. Rosenberg se s Hitlerom upoznao preko Dietricha Eckarta, a za trajanja političke karijere obnašao je nekoliko važnih političkih funkcija u Trećem Reichu. Rosenberg je bio šef Vanjskopolitičkog ureda NSDAP-a za cjelokupna trajanja nacističkog režima (1933. – 1945.), a od 1934. pa do kraja rata vodio je i tzv. Rosenbergov ured (njem.: Amt Rosenberg), posebno tijelo zaduženo za kulturnu politiku i nadzor. Za vrijeme Drugoga svjetskog rata Rosenberg je bio Reichov ministar za okupirane istočne teritorije (1941. – 1945.). Nakon rata suđeno mu je u Nürnbergu gdje je osuđen za zločine protiv mira, planiranje, pokretanje i vođenje agresorskog rata, ratne zločine i zločine protiv čovječnosti. Osuđen je na smrt i pogubljen u Nürnbergu 16. listopada 1946.
Kao autor ključnoga djela nacističke ideologije, Der Mythus des zwanzigsten Jahrhunderts (1930.; hrv.: Mit dvadesetog stoljeća), Rosenberg se smatra tvorcem mnogih ključnih postulata nacizma uključujući i rasne teorije, ideje o progonu Židova, Lebensraum, odbacivanje Versajskog sporazuma te koncept izopačene umjetnosti koji je odbacivao svu modernu umjetnost. Poznat je i kao žestoki protivnik kršćanstva igrajući važnu ulogu u razvoju njemačkoga nacionalističkog pozitivnoga kršćanstva.

## Rani život i porijeklo

### Obitelj
Alfred Rosenberg rođen je 12. siječnja 1893. u Revalu (danas Tallinn, glavni grad Estonije), koji je tada bio dio Estonske gubernije Ruskog Carstva. Njegova majka Elfriede (rođena Siré), koja je bila francusko-njemačkog porijekla, bila je kći Louise Rosalie (rođene Fabricius), rođene 1842. nedaleko od Leala (Estonija), i željezničkog službenika Friedricha Augusta Siréa, rođenog 1843. u Sankt Peterburgu. Rođena u istom gradu i krizmana sa 17 godina u Revalu 1885., Elfriede Siré udala se za Woldemara Wilhelma Rosenberga, bogatog trgovca iz Revala, u Luteranskoj crkvi svetog Petra i svetog Pavla u Sankt Peterburgu 1886. Njegov djed s očeve strane, Martin Rosenberg, bio je vrsni obućar i starješina svog ceha. Rođen je u Rigi 1820. i vjerojatno je bio latvijskog porijekla, a u Reval se preselio tijekom 1850-ih, gdje je upoznao Julie Elisabeth Stramm, rođenu 1835. u Jördenu. Njih su se dvoje vjenčali u njemačkoj župi sv. Nikole u Revalu 1856. godine. Rosenbergova je majka preminula dva mjeseca poslije njegova rođenja.
Mađarski židovski novinar Franz Szell, koji je tada izgleda stanovao u Tilsitu (tada Pruska, danas Sovjetsk u Kalinjingradskoj oblasti), proveo je godinu dana istražujući latvijske i estonske arhive prije nego je objavio otvoreno pismo 1936., uz kopije koje su osobno primili Hermann Göring, Joseph Goebbels, ministar vanjskih poslova Konstantin von Neurath i drugi, u kojem je optužio Rosenberga da nema "ni kap njemačke krvi" u svojim venama. Szell je napisao da su među Rosenbergovim precima tamo "Latvijci, Židovi, Mongoli i Francuzi". Zbog ovoga pisma, litvanske su vlasti deportirale Szella 15. rujna 1936. godine. Točno godinu dana od deportacije, 15. rujna 1937., Szell je ponovio svoje tvrdnje u tekstu koji je izašao u vatikanskom časopisu L'Osservatore Romano. Iako nikada nije potvrđen, Szellov je tekst važan dio priče o Alfredu Rosenbergu. Prema danas dostupnim izvorima, Rosenberg doista jest bio Baltički Nijemac s francuskim, a vjerojatno i estonskim i latvijskim korijenima, ali nikakvi dokazi o njegovom navodnom židovskom porijeklu nisu pronađeni.

### Obrazovanje i rana karijera
Mladi Rosenberg maturirao je u Petri-Realschule (današnja Srednja tehnička škola u Tallinnu), nakon čega je studirao arhitekturu na Politehničkom institutu u Rigi i inženjerstvo na Visokoj tehničkoj školi u Moskvi, gdje je i doktorirao 1917. Tijekom boravaka kući u Revalu, Rosenberg je pohodio umjetnički studio slavnog estonskog slikara Antse Laikme i premda je navodno pokazivao talent, nema dokaza da je ikada izlagao. 
Tijekom njemačke okupacije Estonije 1918., Rosenberg je radio kao profesor u Gimnaziji Gustava Adolfa. Dana 30. studenoga održao je svoj prvi govor o judeoboljševizmu u Kući Bratstva crnih glava, samo dva dana nakon početka Estonskog rata za neovisnost. Ubrzo je emigrirao u Njemačku zajedno s njemačkim vojnicima u povlačenju, a s njim je bio i Max Scheubner-Richte, koji će biti svojevrsni mentor Rosenbergu i njegovoj ideologiji. Stigavši u München, Rosenberg je objavljivao tekstove u časopisu Völkischer Beobachter (hrv.: Narodni promatrač), čiji je izdavač bio nacistički pjesnik Dietrich Eckart. U ovo je doba Rosenberg već bio formirani antisemit – uvelike pod utjecajem djela Die Grundlagen des neunzehnten Jahrhunderts (hrv.: Temelji devetnaestog stoljeća) autora Houstona Stewarta Chamberlaina, jednog od ključnih protonacističkih djela koje je oblikovalo njihove rasne teorije – i antikomunist. Rosenberg je ubrzo postao jedan od najranijih članova Njemačke radničke stranke (DAP) – koja će kasnije postati Nacionalsocijalistička njemačka radnička stranka (NSDAP) – pridruživši se u siječnju 1918., osam mjeseci prije nego se stranci pridružio Adolf Hitler. Neki povjesničari navode da je Rosenberg, kao i Eckart, bio član zloglasnog Društva Thule, međutim Nicholas Goodrick-Clarke navodi kako su bili samo gosti na sastancima. Nakon što je Völkischer Beobachter 1920. postao službeno glasilo nacističke stranke, Rosenberg je 1923. postao njegov urednik. Rosenberg je također bio član Organizacije za obnovu (njem.: Aufbau Vereinigung), urotničke organizacije Bijelih Rusa koja je imala ključan utjecaj na formiranje nacističke ideologije.
Rosenberg je bio simpatizer Mehmeda Talaata i njegovog "Odbora unije i napretka", koji su bili odgovorni za Armenski genocid, tvrdeći također da je postojala "ciljana židovska politika koja je oduvijek štitila Armence" i da su "tijekom Svjetskog rata, Armenci špijunirali protiv Turske, slično kao i Židovi protiv Njemačke".

## Nacistička stranka
Godine 1923., nakon neuspjelog Pivničkog puča, Hitler, koji je bio zatvoren zbog izdaje, imenovao je Rosenberga vođom nacističkog pokreta. Hitler je u kasnijim godinama u privatnoj korespondenciji rekao da je imenovanje Rosenberga, kojeg je smatrao slabim i lijenim, bio strateški potez. Hitler nije želio da privremeni vođa nacista postane previše popularan ili gladan moći, jer osoba s ijednom od te dvije odlike vjerojatno ne bi htjela ponovo prepustiti vlast Hitleru nakon odsluženja kazne. Međutim, u to doba Hitler nije imao nikakvog razloga vjerovati da će biti pušten u kratkom roku, a sam Rosenberg nije djelovao slabim, tako da je moguće da su ovi kasniji komentari moguće bili odraz Hitlerovog naknadnog nezadovoljstva načinom na koji je Rosenberg vodio pokret u njegovoj odsutnosti.
Dana 1. siječnja 1924., Rosenberg je osnovao Velikonjemačku narodnu zajednicu, frontovsku organizaciju nacističke stranke. Sa sjedištem u Münchenu, zajednica nije imala velik doseg izvan Bavarske, rodnog mjesta nacionalsocijalizma, te je postala utočište za lokalne naciste. Istaknuti članovi zajednice bili su Max Amann, Phillip Bouhler, Hermann Esser, Franz Xaver Schwarz i Julius Streicher. Rosenberga, kao jednog od najmanje karizmatičnih nacističkih vođa i osoba bez ikakvih kvaliteta vođe, ubrzo je izgurao mnogo okrutniji i agresivniji Streicher, koji je izabran za predsjednika zajednice 9. srpnja 1924. s potpredsjednikom Esserom, koji je također bio nasilnički nastrojen.
Godine 1929., Rosenberg je osnovao Militantnu ligu za njemačku kulturu. Kasnije je utemeljio i tzv. "Institut za istraživanje Židovskog pitanja", prvi ogranak planirane Visoke škole NSDAP-a, čiji je cilj bio identificiranje i napad na židovske utjecaje u njemačkoj kulturi, ali i ispisivanje povijesti židovstva iz radikalno nacionalističke perspektive. Godine 1930. izabran je za zastupnika u Reichstagu, funkcija koju će zadržati sve do pada nacističkog režima. Iako je prvotno izabran kao zastupnik s izborne liste, od 1933. godine služio je kao predstavnik 33. izborne jedinice Hessena. Također 1930., objavio je i svoju knjigu o rasnoj teoriji, Der Mythus des 20. Jahrhunderts (hrv: Mit dvadesetog stoljeća), koja se bavila ključnim pitanjima nacističke ideologije, uključujući i "Židovsko pitanje". Sam Rosenberg opisao je ovu knjigu kao nastavak gore spomenute knjige Houstona Stewarta Chamberlaina. Iako je do 1945. knjiga prodana u više od milijun primjeraka, njezin stvarni utjecaj na nacističku ideologiju ostaje predmetom rasprave. Često se navodi kako su knjigu službeno hvalile nacističke vlasti, međutim kako je u stvarnosti malo tko pročitao dalje od prvog poglavlja ili uopće smatrao knjigu razumljivom. Hitler ju je opisao kao "materiju koju nitko ne razumije" i bio je kritičan prema njezinom pseudoreligioznom tonu.
Rosenberg je pomogao uvjeriti Hitlera, čiji su rani govori bili mahom fokusirani na osvetu protiv Francuske i Britanije, kako je komunizam ozbiljna prijetnja Njemačkoj. Tzv. "judeoboljševizam" postao je važni cilj napada nacističke ideologije tijekom 1920-ih godina.
U studenome 1932., Rosenberg je sudjelovao u Voltinoj konferenciji o Europi održanoj u Rimu. Britanski povjesničar Sir Charles Petrie upoznao je Rosenberga na toj konferenciji i bio zgrožen. Petrie je bio katolik, te se snažno protivio Rosenbergovim protužidovskim i protukatoličkim sentimentima.
Slijedeće godine, nakon što su nacisti došli na vlast, Rosenberg je u travnju postao šef Vanjskopolitičkog ureda NSDAP-a, a 2. lipnja 1933. imenovan je i Reichsleiterom, što je bio drugi politički čin po važnosti u hijerarhiji NSDAP-a. U svibnju iste godine posjetio je i Ujedinjeno Kraljevstvo kako bi odao dojam da nacisti neće predstavljati prijetnju, te kako bi ojačao veze između novog režima i Imperija. Posjet je bio notorni neuspjeh. Kada je Rosenberg položio vijenac s nacističkom svastikom na slavni Cenotaph, član Laburističke stranke ga je sasjekao i kasnije bacio u Temzu, za što ga je sud kaznio s 40 šilinga kazne.
U listopadu 1933., Rosenberg je postao članom Akademije za njemačko pravo, čiji je osnivač bio Hans Frank. Dana 27. siječnja 1934. Hitler je imenovao Rosenberga "Führerovim predstavnikom za nadzor intelektualnog i ideološkog obrazovanja NSDAP-a", što će biti temelj Rosenbergovog ureda.

## Ratne aktivnosti
Nakon postupnog uspona u hijerarhiji nacističke stranke i stjecanja statusa službenog stranačkog ideologa, Rosenberg je 1940. postao ravnateljem Visoke škole NSDAP-a, iz koje će ubrzo proizaći i Einsatzstab Reichsleiter Rosenberg (hrv.: Odred Reichsleitera Rosenberga), osnovan s ciljem pljačke umjetnina i kulturnih dobara. ERR je bio posebno aktivan u Parizu, gdje su pljačkali umjetnine u vlasništvu bogatih židovskih obitelji poput Rothschilda ili poznatog trgovca umjetninama Paula Rosenberga. Hermann Göring koristio se ERR-om kako bi pljačkao umjetnine za svoju osobnu zadovoljštinu. Stvorio je i Posebni odred za glazbu (njem.: Sonderstab Musik) koji je pljačkao najkvalitetnija glazbala, koji su kasnije trebali biti premješteni na buduće sveučilište koji se trebalo osnovati u Linzu. Sonderstab Musik je zapravo dobio naredbu da pljačka svu imovinu iz domova židovskih obitelji u Njemačkoj i svim zemljama pod njemačkom okupacijom, a svaki pronađeni instrument ili notni zapis odmah su slali u Berlin.

### Reichov ministar za okupirane istočne teritorije
Nakon početka njemačke invazije na Sovjetski Savez, Alfred Rosenberg postao je Reichov ministar za okupirane istočne teritorije (njem.: Reichsministerium für die besetzten Ostgebiete), 17. srpnja 1941. godine. Alfred Meyer bio je njegov zamjenik te ga je predstavljao na Konferenciji u Wannseeu. Na konferenciji je, na Rosenbergov zahtjev, bio i Georg Leibbrandt, još jedan službenik novog ministarstva. 
U svojstvu ministra, Rosenberg je Hitleru predstavio svoj plan za reorganizaciju okupiranih područja na Istoku, predloživši uspostavu novih administrativnih jedinica koje bi zamijenile dotadašnje sovjetske jedinice te uspostavu četiri nova Reichskommissariata. Oni su bili: 
- Reichskommissariat Ostland (Baltičke države i Bjelorusija)
- Reichskommissariat Ukraine (Ukrajina i obližnja područja)
- Reichskommissariat Kaukasus (područje Kavkaza)
- Reichskommissariat Moskau (urbano područje grada Moskve i najbliži europski teritoriji Rusije)

Iako je Rosenberg vjerovao kako su svi narodi Sovjetskog Saveza niži ljudi zbog svojih komunističkih uvjerenja, te su ideje imale za cilj potaknuti određene oblike neruskih nacionalističkih pokreta i promicanje interesa za bolju budućnost Arijevaca, sukladno s geopolitičkim planom znanim kao "Lebensraum im Osten". Ti bi pokreti predstavljali branu od širenja sovjetskog utjecaja prije konačnog vojnog uklanjanja komunizma i boljševizma. 
Sukladno ovim planovima, Wehrmacht je gotovo odmah nakon invazije i okupacije sovjetskih republika uspostavio dva od predložena četiri Reichskommissariata - Ostland i Ukrajinu - za čije su čelnike postavljeni Hinrich Lohse, odnosno Erich Koch. Organizacija ovih administrativnih jedinica dovela je Rosenberga u sukob s SS-om oko tretmana Slavena pod njemačkom okupacijom. Kao glavni nacistički ideolog, Rosenberg je smatrao da su Slaveni Arijevci, iako ne na istoj razini kao i Nijemci. Rosenberg se često žalio Hitleru i Himmleru zbog tretmana nežidovskih naroda na Istoku. Čak je predložio osnivanje manjih nacionalnih država koje su trebale biti Velika Finska, Baltika, Ukrajina i Kavkaz.
Dana 18. studenoga 1941., Rosenberg je u vezi tzv. "Židovskog pitanja" izrekao slijedeće: 
 Na istoku još uvijek živi nekih šest milijuna Židova, a ovo pitanje može biti riješeno samo biološkim istrjebljenjem cjelokupnog židovstva u Europi. Židovsko će pitanje za Njemačku biti riješeno kada posljednji Židov napusti njemački teritorij, a za Europu će biti riješeno kada niti jedan Židov više ne bude stajao na europskom kontinentu sve do Urala... I s tim ciljem, nužno je potjerati ih preko Urala ili, u suprotnome, potpuno ih istrijebiti.
Zanimljivo je kako je Rosenberg na Nürnberškom procesu, a unatoč ovim izjavama i činjenici da su Meyer i Leibbrandt bili u Wannseeu kao njegovi delegati, rekao kako nije znao za Holokaust.

### Ratna propaganda
Kako je cilj invazije Sovjetskog Saveza bilo nametanje Novog poretka, tu se u suštini, radilo o osvajačkom pohodu. No, njemačko je propagandno djelovanje, čiji je cilj bilo pridobivanje ruskog naroda, bilo u najboljem slučaju nekonzistentno. Alfred Rosenberg bio je jedan od rijetkih nacističkih čelnika koji se aktivno zalagao za poticanje antikomunističkih osjećaja među okupiranim narodima na Istoku. Fokus njegovih napora bili su neruski teritoriji, poput Baltika i Ukrajine; međutim, simpatizeri Ruske oslobodilačke vojske uspjeli su ga, barem donekle, pridobiti.
Između ostalog, Rosenberg je izdao niz plakata koji su najavljivali kraj sovjetskih kolektivnih farmi (kolhoza). U veljači 1942. godine izdao je i Agrarni zakon kojim je poništio sve sovjetske poljoprivredne propise i obnovio obiteljske farme za one koji su bili voljni surađivati s nacističkim okupatorima. Međutim, dekolektivizacija se izravno kosila s ratnim potrebama za proizvodnjom hrane, tako da je Hermann Göring osobno zahtijevao povratak kolektivne poljoprivrede, ali s promijenjenim imenom. Sam Hitler nazvao je preraspodjelu zemljišta "glupom".
Izdan je i cijeli niz vojnih plakata koja je pozivala na pomoć u tzv. Bandenkriegu, ratu protiv sovjetskih partizana, međutim i to je na posljetku stvorilo više problema za Nijemce nego što ih je riješilo. Plakati koji su pozivali na "volonterski" rad, s parolama poput "Dođite raditi s nama da skratimo rat", skrivali su odvratnu realnost s kojom su se suočavali ruski radnici u Njemačkoj. Rosenberg je primijetio kako je velik dio (potencijalnih) "volontera" otišao u partizane, tako da su Nijemci u konačnici morali silom pribavljati radnu snagu na Istoku.
Još jedna Rosenbergova propagandna inicijativa bila je tzv. kampanja za "Slobodni Kavkaz", a bila je čak i relativno uspješna u odnosu na ostale, s obzirom na to da je privukla brojne narode u tzv. Istočne legije (njemački: Ostlegionen), međutim ispostavilo se kako to nije imalo nikakvog posebnog značaja za tijek rata na Istočnom frontu.

## Suđenje i pogubljenje
Saveznici su Rosenberga uhapsili 19. svibnja 1945. u Mürwiku, dijelu Flensburga. Izveden je pred sud u Nürnbergu, gdje mu je suđeno za četiri kaznena djela: sudjelovanje u planu ili uroti za izvršenje zločina protiv mira; planiranje, iniciranje i vođenje agresorskog rata i drugih zločina protiv mira; ratni zločini; i zločini protiv čovječnosti. Rosenberg je osuđen po sve četiri točke, a konačna presuda navela ga je kao jednog od glavnih organizatora invazija na Norvešku i Sovjetski Savez. Također, imenovan je kao izravni odgovoran za pljačke koje su se dogodile u okupiranim europskim zemljama, kao i za brutalne životne uvjete na Istoku. Za vrijeme suđenja, Rosenberg je pisao memoare koji su posmrtno objavljeni uz analitičke komentare Sergea Langa i Ernsta von Schencka.
Rosenberg je osuđen na smrt i pogubljen zajedno s ostalim osuđenicima u Nürnberškom zatvoru tijekom jutra 16. listopada 1946. Njegovo je tijelo, zajedno s ostalim pogubljenim osuđenicima i onim Hermanna Göringa, kremirano na Istočnom groblju u Münchenu, a pepeo je posut u rijeci Isar.
Zaključak procesa bio je taj da je Rosenberg imao ključnu ulogu u formiranju nacističke ideologije i filozofije. Zaključci su poduprti sljedećim stavkama: njegova knjiga, Der Mythus des zwanzigsten Jahrhunderts, objavljena 1930., u kojoj je poticao mržnju prema "liberalnom imperijalizmu" i "boljševičkom marksizmu"; širenje ideje o Lebensraumu tijekom ratnih godina; omogućavanje progona kršćana i Židova; i protivljenje Versajskom sporazumu.
Prema Josephu Kingsburyju-Smithu, koji je pratio suđenje kao novinar INS-a, Rosenberg je bio jedini osuđeni koji je, kada su ga na vješalima upitali ima li kakve posljednje riječi, kratko i jednostavno odgovorio s: "Ne".

## Nacistička ideologija i Rosenbergove ideje
"Odavao je dojam da drži do svojih teorija na fanatičan i nepokolebljiv način te da su saznanja o okrutnostima i zločinima stranke otkrivena na suđenju malo utjecala na njega. (...) Nemilosrdna provedba nacističkih ciljeva nije se pokazala, kako se Rosenberg nadao, kao prožimanje njemačkog života novom ideologijom; ona je značila koncentraciju kombiniranih resursa stranke i države na totalni rat."

I dok je Adolf Hitler bio tip vođe orijentiran na praktičnu politiku, za Rosenberga su religija i filozofija bile ključne, tako da je uživao status kulturološki najutjecajnijeg člana stranke. Nekoliko izvještaja iz razdoblja prije dolaska nacista na vlast navodi kako je Hitler bio tek "glasnogovornik" Rosenbergovih stavova, dok je potpuno neupitno da je Rosenberg imao značajan intelektualni utjecaj na formiranje stranačkih načela.
Međutim, pitanje Rosenbergovog stvarnog utjecaja unutar stranke ostaje vrlo kontroverzno. Smatralo se da mu nedostaju karizma i političke vještine ostalih stranačkih čelnika, te kako je bio donekle izoliran. U nekim svojim govorima, Hitler je, činilo se, bio vrlo blizak Rosenbergovim idejama, odbacujući tradicionalno kršćanstvo kao religiju temeljenu na judaizmu, preferirajući etnički i kulturno čistu "Rasu" čija je sudbina dodijeljena njemačkom narodu od strane "Providnosti". No, Hitler je jasno odbacivao Rosenbergove duhovne poglede na rasu te se fokusirao na biološke poglede.
Nakon Hitlerovog dolaska na vlast, Rosenberg je želio ujediniti sve crkve u jedinstvenu organizaciju koju bi lako kontrolirao i njome manipulirao. Stavio se u položaj čovjeka koji će spasiti pozitivno kršćanstvo od potpune propasti zbog djelovanja ateističkih, antiteističkih komunista iz Sovjetskog Saveza. Ovo je bilo posebno vidljivo neposredno prije i odmah nakon izbora 1932. godine; Hitler je želio ostaviti dojam da nije prijetnja temeljnim kršćanskim denominacijama i tako konsolidirati moć.
Neki nacistički čelnici, poput Martina Bormanna, bili su protukršćanski nastrojeni i stoga gajili simpatije prema Rosenbergu. Nakon što su došli na vlast, Hitler i većina nacističkih čelnika htjeli su ujediniti kršćanske denominacije u tzv. "pozitivno kršćanstvo". Hitler je privatno osuđivao mistične i pseudoreligiozne ideje kao "besmislice", vjerujući kako je nacizam temeljen na znanosti i kako treba izbjegavati mistične i okultističke prakse. Međutim, Joseph Goebbels i on složili su se da bi se nakon Endsiega (hrv.: "Konačna pobjeda") Crkva Reicha trebala razviti u njemačku socijalnu evolucionističku organizaciju i proklamirati kult rase, krvi i borbe, umjesto Iskupljenja i Mojsijevih Deset zapovijedi, koje su smatrali zastarjelima i židovskima.
Heinrich Himmler imao je stavove koji su bili najbliži Rosenbergovima, a zahlađenje odnosa među njima dvojicom lako je moguće bila posljedica Himmlerove sposobnosti da sprovede u djelo ono što je Rosenberg samo napisao. Također, dok je Rosenberg smatrao da bi kršćanstvu trebalo dopustiti da izumre, Himmler se trudio stvoriti paralelne poganske rituale.

### Rasne teorije
Kao glavni rasni teoretičar NSDAP-a, Rosenberg je nadzirao izgradnju ljudske rasne "ljestvice" koja bi opravdala Hitlerove rasne i etničke politike. Njegovi idejni uzori bili su Arthur de Gobineau, Houston Stewart Chamberlain, Madison Grant i član Ku Klux Klana Lothrop Stoddard, kao i sam Hitler. Rosenberg je crnce i Židove smjestio na samo dno ljestvice, dok se na vrhu nalazila "arijevska rasa". Rosenberg je bio zagovornik nordijske teorije, koja je smatrala kako su nordijci pripadnici tzv. Herrenrassea, superiorni svim ostalima, uključujući i ostale Arijevce (one indoeuropskog porijekla). Značajan utjecaj na njegove ideje imala je i judeo-masonska teorija zavjere koju je promicala katolička proturevolucionarna tradicija, iznesena u djelima poput knjige Le Juif, le judaïsme et la judaïsation des peuples chrétiens (hrv.: Židov, židovstvo i židovizacija kršćanskih naroda; 1869.) Rogera Gougenota des Mousseauxa, koju je Rosenberg preveo na njemački jezik pod naslovom Vječni Židov.
Rasni termin Untermensch (hrv.: "Podčovjek") preuzeo je iz Stoddardove knjige The Revolt Against Civilization: The Menace of the Under-man (hrv.: Pobuna protiv civilizacije: Pošast Pod-čovjeka; 1922.), koju su nacisti prihvatili nakon objave njemačkog prijevoda pod naslovom Der Kulturumsturz: Die Drohung des Untermenschen (1925.).
Rosenberg je tijekom godina preoblikovao svoju rasnu teoriju, ali elementi arijevske supremacije, ekstremnog njemačkog nacionalizma i bijesnog antisemitizma uvijek su bili prisutni. Rosenberg se također otvoreno protivio homoseksualnosti – pri čemu se posebno ističe pamflet "Der Sumpf" (hrv.: "Močvara"; 1927.). Smatrao je da je homoseksualnost zapreka ekspanziji nordijske rase. 
Rosenbergovi stavovi prema Slavenima bili su dosta fleksibilni i varirali su, ovisno o kojem je narodu govorio. Sukladno ideologiji "Prodora na Istok", Rosenberg je smatrao kako je njegova misija pokoriti slavenski Istok. U Mitu dvadesetog stoljeća, Rosenberg opisuje Ruse kao narod kojim dominira boljševizam. Po pitanju Ukrajine, smatrao je oportunim uspostaviti marionetsku državu koja bi ublažila pritisak na njemačku vojsku na Istočnom frontu, smatrajući istovremeno kako bi se Rusija mogla iskoristiti u svrhu poboljšanja njemačkog položaja. Tijekom rata, Rosenberg je poticao kolaboracionizam među Istočnim Slavenima u borbi protiv boljševizma te im je obećavao nacionalnu neovisnost, s čime se drugi prominentni nacisti, poput Himmlera i Hitlera, nisu slagali.

### Vjerske teorije
Rosenberg je odgojen kao protestant, ali je kasnije u životu odbacio kršćanstvo. Rosenberg je zagovarao novu "religiju krvi", temeljenu na navodnim inherentnim težnjama nordijske duše da obrani svoj plemeniti karakter od rasne i kulturne degeneracije.
U svojoj knjizi Nemoral u Talmudu iz 1920., Rosenberg je Židove izjednačio s antikristom. Odbacio je kršćanstvo zbog njegove univerzalnosti, zbog njegove doktrine iskonskog grijeha (barem što se tiče Nijemaca, za koje je jednom prilikom izjavio da su se rodili plemeniti), kao i zbog učenja o besmrtnosti duše, kazavši, "naravno, prihvaćanje kršćanstva oslabilo je narod." U javnosti, Rosenberg je tvrdio kako su Židovi krivi za degeneraciju kršćanstva. Slijedeći ideje Houstona Stewarta Chamberlaina, Rosenberg je odbacio ono što je nazvao "negativnim kršćanstvom" (ortodoksna vjerovanja protestantskih i katoličkih denominacija), zalažući se za tzv. "pozitivno kršćanstvo" temeljeno na Chamberlainovom argumentu da je Isus bio pripadnik indoeuropske, nordijske enklave čije je sjedište bilo u antičkoj Galileji i koja se borila protiv judaizma. U svom Mitu dvadesetog stoljeća, u kojem je iznio osnove nacističkih uvjerenja, Rosenberg znakovito i kriptično aludira i hvali ranokršćanskog heretika Marciona (koji je odbacio Stari zavjet kao i ideju da je Isus židovski Mesija), kao i manihejski inspirirane, "arijsko-iranske" katare, kao autentičnije tumače kršćanstva u odnosu na dominantno judeo-kršćanstvo. Štoviše, ove stare, eksternokršćanske metafizičke forme bile su više "organski kompatibilne s nordijskim osjećajem za duhovno i nordijskom 'dušom krvi'". Za Rosenberga, antiintelektualistička, religijska doktrina bila je neodvojiva od služenja interesima nordijske rase, povezujući individualno s njegovom rasnom prirodom. Rosenberg je tvrdio da su "glavne ideje rimskih i protestantskih denominacija negativno kršćanstvo i da, stoga, ne odgovaraju našoj (njemačkoj) duši". Njegova podrška Lutheru kao znakovitoj ličnosti njemačke povijesti uvijek je bila ambivalentna.
U siječnju 1934., Hitler je imenovao Rosenberga kulturnim i obrazovnim vođom Reicha. Istovremeno, Sanctum Officium u Rimu predložio je da se Rosenbergov Mit dvadesetog stoljeća stavi na Index librorum prohibitorum zbog kritiziranja i odbacivanja "svih dogmi Katoličke crkve, zapravo samih temelja kršćanske vjere". Tijekom Drugog svjetskog rata, Rosenberg je iznio nacrt budućnosti Hitlerove Njemačke po pitanju religije kroz program od trideset točaka koji se bavio budućnošću crkve u Njemačkoj. Među tim točkama bile su:
- Nacionalna crkva Reicha u Njemačkoj preuzela bi kontrolu nad svim crkvama;
- tiskanje Biblije bilo bi zaustavljeno;
- križevi, Biblije i sveci bili bi uklonjeni s oltara;
- Mein Kampf bi se izložio na oltare kao "njemačkoj naciji i, stoga, Bogu najsvetija knjiga";
- kršćanski križ uklonio bi se iz svake crkve i zamijenila bi ga svastika.[82]

Većina ljudi opisala je Rosenberga kao ateista, a među njima i Henry F. Gerecke, luteranski kapelan koji je razgovarao s nekima od optuženika u Nürnbergu, među kojima si bili i Joachim von Ribbentrop i Wilhelm Keitel. S druge strane, neki su autori sugerirali da je Rosenberg bio neopaganist.

## Značaj
Rosenbergova slika u javnosti se mijenjala tijekom vremena.  Njegovi su ga suvremenici smatrali stranačkim intelektualcem i glavnim ideologom. U jednom portretiranju od strane antifašista 1934. to je dovedeno do te mjere da je ustvrđeno kako "Hitler naređuje ono što Rosenberg želi."  
Ovakvo mišljenje bilo je uvriježeno do šezdesetih godina kad mu se usprotivio povjesničar Joachim Fest navodeći Hitlerov citat o Rosenbergu kao "ograničenom Baltu, užasno kompliciranih misli". Gledajući nacizam u kontekstu raznih desničarskih pokreta svojega doba, nacističke ideje ne odskaču toliko da bi za objašnjenje zahtijevale glavnog ideologa; Hitler je dvadesetih godina komentirao da nacizam ne donosi ništa što već nije prisutno i u drugim sličnim pokretima. Moguće je da je Rosenberg sa svojim iskustvom iz Rusije i antisemitskim stavovima koje je vezao uz boljševizam utjecao na Hitlera, ali teško je odrediti u kojoj mjeri.  
Ako se Treći Reich promatra sa strukturalističkog gledišta Iana Kershawa i nekih drugih britanskih povjesničara, kao država kojom ne vlada jedan veliki vođa nego više centara moći koji se međusobno nadmeću, Rosenbergov položaj je još manje značajan. Bio je introvert koji se prvenstveno bavio filozofijom, a u politici se nije pokazao posebno uspješnim i nije imao velikog utjecaja. Imao je mnogo moćnih neprijatelja: još od početka tridesetih bio je u oštrom suparništvu s drugim utjecajnim stranačkim intelektualcem i uvjerenim katolikom, Josephom Goebbelsom koji je njegove radove nazivao "intelektualnom bljuvotinom", a u lošim odnosima je bio s Göringom i Himmlerom.

## Obitelj
Rosenberg se dva puta ženio.  Prvi put, 1915. godine, oženio je Hildu Leesmann, estonsku balerinu i pijanisticu. Ona je za vrijeme rata oboljela od tuberkuloze i 1918. odselila u Švicarsku te je on više nije vidio; 1923. su se razveli.  1925. oženio se Hedwigom Kramer s kojom je ostao u braku do smrti.  Imali su dvoje djece: sina koji je vrlo rano umro i kći Irene, rođenu 1930.  Kći je odbijala davati bilo kakve informacije o ocu.

## Citati
- "Nisam rekao da su Židovi inferiorni.  Nisam čak tvrdio ni da su rasa.  Samo sam primijetio da miješanje različitih kultura ne funkcionira." (12. siječnja 1946.)
- "Dopustili smo da 50 000 židovskih intelektualaca prijeđe granicu. Kao što sam želio životni prostor za Njemačku, smatrao sam da bi i Židovi trebali imati vlastiti životni prostor – izvan Njemačke." (15. prosinca 1945.)
- "Ne." (Odgovor na pitanje ima li posljednjih riječi, prije smaknuća 16. listopada 1946.)

## Djela
- Unmoral im Talmud, 1920., Deutscher Volksverlag Ernsta Boepplea, München (hrv.: Nemoral u Talmudu)
- Das Verbrechen der Freimaurerei: Judentum, Jesuitismus, Deutsches Christentum, 1921. (hrv.: Zločin slobodnog zidarstva: Judaizam, jezuitizam, njemačko kršćanstvo)
- Wesen, Grundsätze und Ziele der Nationalsozialistischen Deutschen Arbeiterpartei, 1922., Deutscher Volksverlag Ernsta Boepplea, München (hrv.: Biće, načela i ciljevi Nacionalsocijalističke njemačke radničke partije)
- Pest in Russland. Der Bolschewismus, seine Häupter, Handlanger und Opfer, 1922., Deutscher Volksverlag Ernsta Boepplea, München (hrv.: Kuga u Rusiji. Boljševizam, njegovi čelnici, pomoćnici i žrtve)
- Bolschewismus, Hunger, Tod, 1922., Deutscher Volksverlag Ernsta Boepplea, München (hrv.: Boljševizam, glad, smrt)
- Der staatsfeindliche Zionismus. (hrvatski: Cionizam kao državni neprijatelj), 1922.
- Die Protokolle der Weisen von Zion und die jüdische Weltpolitik, 1923. (hrv.: Protokoli Sionskih mudraca i židovska svjetska politika)
- The Jewish Bolshevism, Britons Pub. Society, 1923., koautor Ernst Boepple (hrv.: Židovski boljševizam)
- Der Mythus des 20. Jahrhunderts, 1930. (hrv.: Mit dvadesetog stoljeća)
- Dietrich Eckart. Ein Vermächtnis, 1935. (hrv.: Dietrich Eckart: Ostavština)
- An die Dunkelmänner unserer Zeit. Eine Antwort auf die Angriffe gegen den "Mythus des 20. Jahrhunderts", 1937. (hrv.: Mračni ljudi našeg vremena: Odgovor napadima na "Mit dvadesetog stoljeća")
- Protestantische Rompilger. Der Verrat an Luther und der "Mythus des 20. Jahrhunderts", 1937. (hrv.: Protestantski hodočasnici u Rimu: Izdaja Luthera i "Mit 20. stoljećaa")
- Portrait eines Menschheitsverbrechers, 1949., s analitičkim komentarima Sergea Langa i Ernsta von Schencka (hrv.: Memoari Alfreda Rosenberga: S komentarima)[48]
- Die Macht der Form, nepoznato (hrv.: Moć oblika)

### Dnevnik
Za vrijeme Nürnberškog procesa, šef dokumentacijskog ureda američkog tužitelja, Harry Fiss, preveo je Rosenbergov rukom pisani dnevnik na engleski jezik. Nakon što je korišten kao dokaz u postupku, dnevnik je zajedno s drugim materijalima nestao nakon što je predan tužitelju Robertu Kempneru. Materijali su pronađeni 13. lipnja 2013. u Lewistonu, u Saveznoj državi New York. Napisan ručno na 425 stranica u razdoblju od 1936. do 1944., dnevnik je danas vlasništvo Američkog memorijalnog muzeja Holokausta u Washingtonu. Viši arhivist i sin osoba koja je preživjela Holokaust Henry Meyer, imao je priliku pristupiti materijalima te "iako nije imao dovoljno vremena za pročitati dnevnik od početka do kraja", mogao je "uočiti kako se Rosenberg fokusirao na određene teme, među kojima su bile brutalnost prema Židovima i ostalim etničkim grupama, te prisiljavanje civilnog stanovništva u okupiranoj Rusiji da budu sluge Njemačkoj". Meyer je također uočio Rosenbergove "neprijateljske komentare prema nacističkim čelnicima", koje je opisao kao "bez dlake na jeziku". Premda su dijelovi dnevnika bili ranije objavljeni, većina teksta bila je izgubljena desetljećima. Bivši agent FBI-ja Robert King Wittman, koji je pomogao u pronalasku dnevnika, rekao je da "nema mjesta u dnevniku na kojem Rosenberg ili Hitler kažu da Židove treba istrijebiti, pisalo je samo 'izmjestiti ih iz Europe'." The New York Times je o potrazi za izgubljenim rukopisom napisao da bi ona sama po sebi mogla biti predmetom televizijske serije. Krajem 2013. Muzej Holokausta omogućio je pregled rukopisa na svojim mrežnim stranicama.